# Herb Pilawy
Herb Pilawy – jeden z symboli miasta Pilawa i gminy Pilawa w postaci herbu uchwalony 10 lipca 1990 roku uchwałą rady miasta i gminy nr III/11/90.

## Wygląd i symbolika
Herb przedstawia na herbowej tarczy hiszpańskiej, w polu błękitnym tarczy półtrzecią krzyża złotego.
Herb oparty jest na herbie Złota Pilawa, którym pieczętował się ród Potockich. Przedstawiciel tego rodu, hrabia Aleksander Potocki, przyczynił się do rozwoju miasta. 